# Dorota Kobiela
Dorota Kobiela é um produtora de cinema e animadora polonesa. Foi indicada ao Oscar de melhor filme de animação na edição de 2018 pela realização da obra Loving Vincent.